# Highcharts
Highcharts je softwarová knihovna pro tvorbu diagramů (grafů) pro webové stránky nebo aplikace. Je napsaná v čistém jazyce JavaScript a byla poprvé vydána v roce 2009. Licence je proprietární. Pro osobní/nekomerční použití je zdarma, pro komerční aplikace je placená. Autorem je norská společnost Highsoft.

## Historie
Hlavním tvůrcem je Torstein Hønsi, který chtěl na svých webových stránkách prezentovat údaje o počasí (konkrétně hloubku sněhové pokrývky v okolí obce Vik v Norsku). Kolem roku 2006 ale neexistoval nástroj, který by zobrazil data v grafech přímo v prohlížeči, aniž by si návštěvníci webové stránky museli stahovat doplňky k jejich zobrazení. Roku 2006 byla předvedena první verze kódu. V roce 2008 založil Hønsi vlastní firmu, která brzy začala komerčně nabízet produkty Highcharts a Highslide (který slouží k prohlížení obrázků na webové stránce).
Společnost Highsoft sídlí v malé obci Vik na západním pobřeží Norska, ale od samého začátku se zaměřuje na celosvětový trh. Až 99 procent obratu se odehrává v zahraničí mimo Norsko.

## Vlastnosti
Highcharts podporuje širokou škálu druhů grafů, od klasických (sloupcový, pruhový, spojnicový, plošný, výsečový aj.) po méně běžně využívané grafy (např. bublinový, Vennův diagram, Sankeyův diagram nebo slovní mapa). Všechny grafy mají elegantní vzhled, navíc je možné ho dále upravovat pomocí JavaScriptu nebo CSS. Highcharts umožňuje načítání dat i ze souborů různých formátů např. CSV, JSON, XML. Také je možné s využitím modulu pro exportování vytvořené grafy stáhnout z webových stránek ve fomátu PNG, JPG, PDF nebo SVG.
Vedle základního produktu Highcharts nabízí společnost ještě další produkty:
- Highcharts Stock - zobrazení dat v závislosti na časovém úseku (součástí grafu je časová osa),
- Highcharts Maps - schematické mapy,
- Highcharts Gantt - Ganttovy diagramy.